# Rudnia (rada wiejska Poliśke)
Rudnia (ukr. Рудня) – wieś na Ukrainie, w obwodzie żytomierskim, w rejonie korosteńskim, w radzie wiejskiej Poliśke, nad Użem. W 2001 roku liczyła 103 mieszkańców.